# سیارک ۱۲۰۴
سیارک ۱۲۰۴ (به انگلیسی: 1204 Renzia، نامگذاری:1931TE) هزار و دویست و چهارمین سیارک کشف شده‌است که در ۶ اکتبر ۱۹۳۱ و در هایدلبرگ کشف شد.
قدر مطلق سیارک برابر ۱۲٫۲۰ است.